# Birmingham Legion Football Club
Il Birmingham Legion Football Club, detto anche Legion FC, è una società calcistica professionistica statunitense con sede a Birmingham, in Alabama, che disputa le proprie gare interne presso il Protective Stadium, impianto capace di contenere 47 100 spettatori.
Attualmente milita nella USL Championship, la seconda divisione del calcio americano.

## Storia
Il 9 agosto 2017, la United Soccer League ha annunciato di aver assegnato una franchigia per il suo campionato di seconda divisione, la USL Championship, alla città di Birmingham. L'esordio della squadra in campionato era previsto per la stagione 2019. Il 17 gennaio del 2018 sono stato presentati il nome e lo stemma del club. A luglio dello stesso anno è stato annunciato il primo giocatore della storia della franchigia Chandler Hoffman, ex giocatore dei Real Monarchs, mentre ad agosto è stato presentato Tom Soehn come primo allenatore della storia nella club.
Il primo incontro ufficiale della storia del club si è disputato al BBVA Field, impianto dotato di una capienza di 5 000 posti a sedere, il 10 marzo 2019 ed è risultato in una sconfitta interna per 2-0 contro il Betlehem Steel. Al termine della prima stagione professionistica del Birmingham Legion, la squadra è riucita a qualificarsi per il turno preliminare dei playoff. Dopo aver eliminato il North Carolina con il risultato di 3-2, la stagione d'esordio del club si è però conclusa ai quarti di finale di conference con una pesantissima sconfitta per 7-0 sul campo dei Pittsburh Riverhounds.
Nella stagione successiva, la squadra ha raggiunto nuovamente i quarti di conference, venendo però eliminata dai Tampa Bay Rowdies per 4-2.
Il 7 dicembre 2021 il club ha annunciato che, a partire dalla stagione sportiva successiva, avrebbe disputato i propri incontri casalinghi presso il Protective Stadium, impianto capace di contenere 47 100 spettatori.

## Rosa 2020
Rosa e numerazione aggiornate al 4 marzo 2020.
| N. |                        | Ruolo | Calciatore        |
| -- | ---------------------- | ----- | ----------------- |
| 1  | Stati Uniti (bandiera) | P     | Matt Van Oekel    |
| 2  | Stati Uniti (bandiera) | C     | Marcos Ugarte     |
| 3  | Nigeria (bandiera)     | C     | Bolu Akinyode     |
| 4  | Germania (bandiera)    | D     | Johannes Bergmann |
| 5  | Stati Uniti (bandiera) | C     | Mikey Lopez       |
| 6  | Ghana (bandiera)       | C     | Anderson Asiedu   |
| 7  | Canada (bandiera)      | A     | Brian Wright      |
| 8  | Brasile (bandiera)     | C     | Bruno Lapa        |
| 9  | Stati Uniti (bandiera) | A     | Chandler Hoffman  |
| 10 | Ghana (bandiera)       | A     | Prosper Kasim     |
| 11 | Giamaica (bandiera)    | A     | Neco Brett        |
| 12 | Stati Uniti (bandiera) | D     | Eric Ávila        |
| 13 | Stati Uniti (bandiera) | A     | Tyler Savitsky    |
| 14 | Stati Uniti (bandiera) | C     | Daniel Johnson    |

| N. |                        | Ruolo | Calciatore            |
| -- | ---------------------- | ----- | --------------------- |
| 15 | Stati Uniti (bandiera) | D     | Akeem Ward            |
| 16 | Giappone (bandiera)    | C     | Daigo Kobayashi       |
| 17 | Francia (bandiera)     | D     | Gael Mabiala          |
| 18 | Stati Uniti (bandiera) | P     | Trevor Spangenberg    |
| 21 | Haiti (bandiera)       | C     | Zachary Herivaux      |
| 22 | Canada (bandiera)      | D     | Mathieu Laurent       |
| 23 | Stati Uniti (bandiera) | D     | Benjamin Kucera       |
| 27 | Ghana (bandiera)       | A     | Edward Opoku          |
| 30 | Ghana (bandiera)       | D     | Razak Cromwell        |
| 33 | Stati Uniti (bandiera) | D     | Kyle Culbertson       |
| 88 | Benin (bandiera)       | A     | Femi Hollinger-Janzen |
| 96 | Stati Uniti (bandiera) | D     | Tyler Turner          |
|    | Stati Uniti (bandiera) | P     | Joe Nasco             |